# Kantonierter Pfeiler

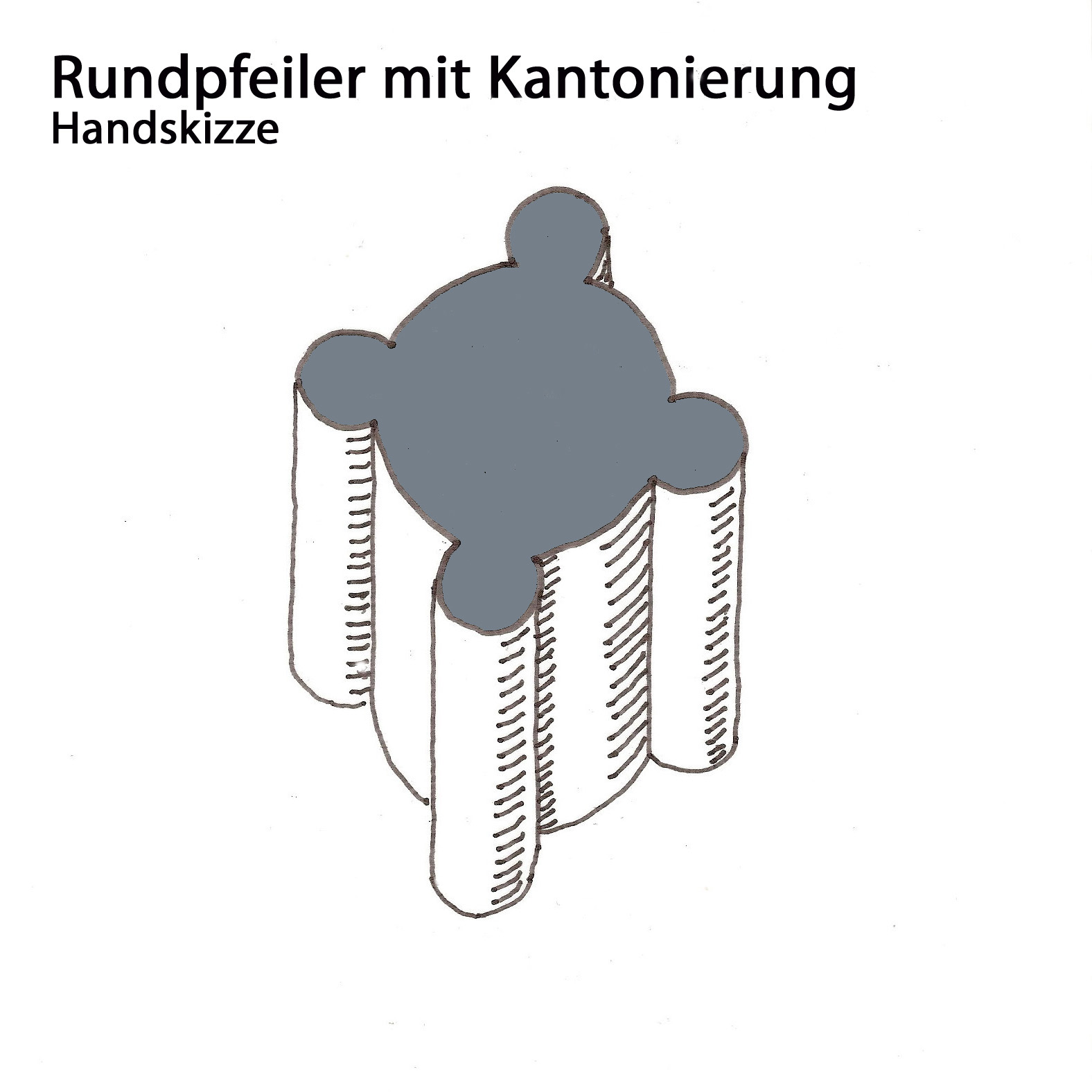
Rundpfeiler mit Kantonierung

Ein Kantonierter Pfeiler ist ein Pfeiler, dessen runder, polygonaler oder rechteckiger Kern mit (runden oder eckigen) Vorlagen, meist Halb- oder Dreiviertelsäulen, besetzt ist. Im engeren Sinne bezeichnet der Begriff einen Pfeiler mit rundem oder polygonalem Kern und vier Vorlagen. Der Begriff ist abzuleiten aus der französischen Wappenkunde, in der als „cantonné“ eine Figur bezeichnet wird, die von vier Nebenfiguren in den Vierteln des Wappenschilds umgeben ist.

## Begriff und Geschichte

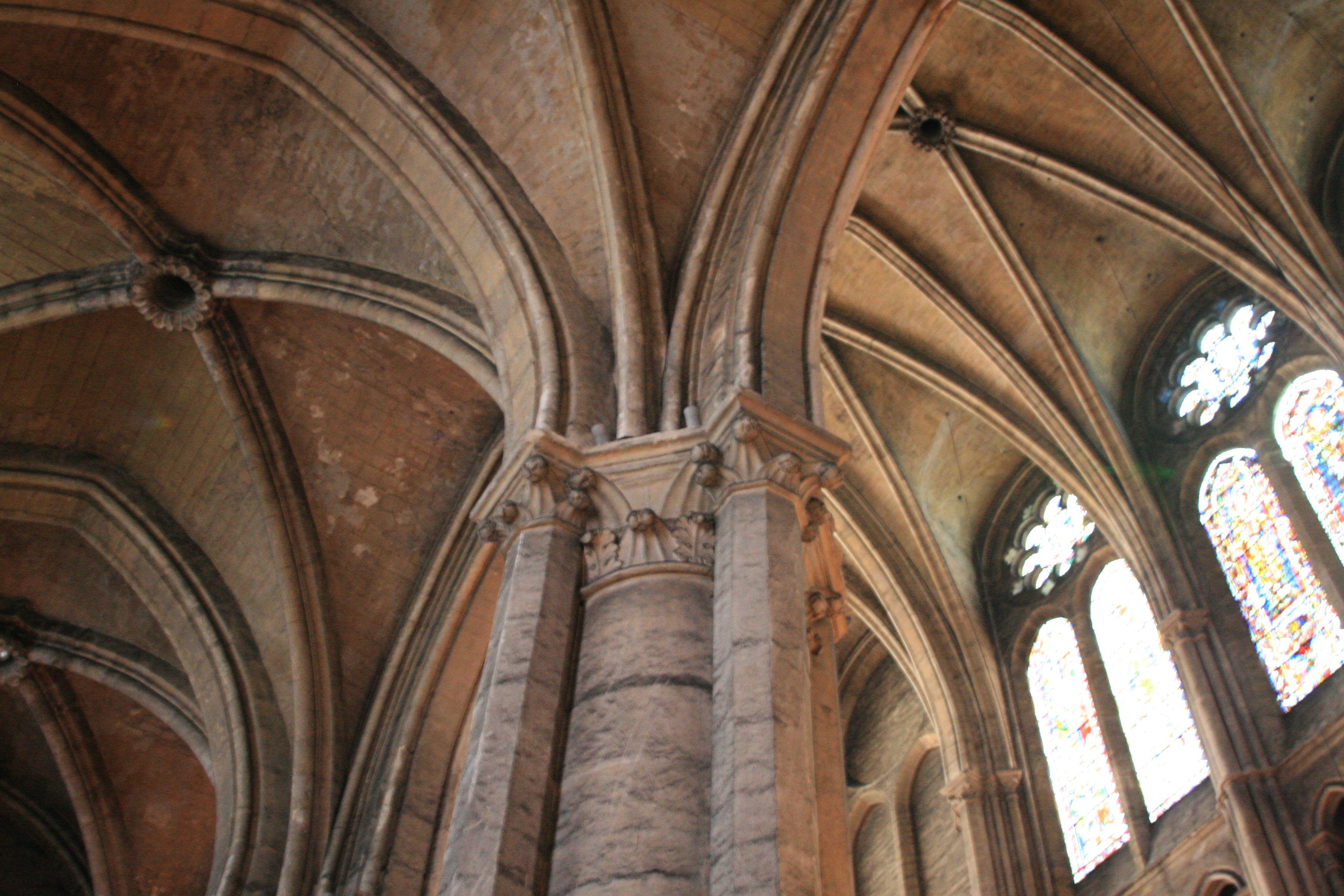
„Kantonierter Pfeiler“ (nach Jantzen) in der Kathedrale von Chartres. Hier als runder Pfeilerkern mit polygonalen Diensten. Diese Pfeiler wechseln sich in Chartres mit polygonalen Kernen ab, die wiederum mit runden Diensten besetzt sind.

Wie viele Termini der Architekturgeschichte wird der Begriff nicht einheitlich verwendet: Der Kunsthistoriker Hans Jantzen bezeichnet im Zusammenhang mit seinen Untersuchungen der Kathedralen der Gotik diejenigen Pfeiler als „kantoniert“, die mit (vier) Diensten umstellt sind. Kantonierte Pfeiler in seiner Definition traten zuerst in der Kathedrale von Chartres (Baubeginn 1194) auf. Sie lösen die in der Frühgotik verbreiteten vorlagenlosen Rundpfeiler ab und ermöglichen es, die Linien der Arkaden- und Gewölbebögen am Pfeiler aufzunehmen. Frühere Lösungen im Seitenschiff von Notre Dame de Paris und in der Kathedrale von Laon betrachtet Jantzen in diesem Zusammenhang als Vorstufen der Frühgotik. In der Kathedrale von Reims (begonnen 1211) und der Kathedrale von Amiens (ab 1220) wurde die in Chartres gefundene Form aufgegriffen. In diesem Sinne wird in der deutschen Kunstgeschichte allgemein mit „kantonierter Pfeiler“ nur der Pfeiler Chartreser Typs und seine europaweite Nachfolge bezeichnet. Andere Autoren halten die Bezeichnung Kantonierter Pfeiler bezogen auf „gotischer gegliederte Pfeiler“ für „fälschlich“ und verwenden den Begriff Gotischer Gliederpfeiler, um zu verdeutlichen, dass der Chartreser Pfeiler nichts grundsätzlich Neues bringt, sondern in der Tradition ähnlicher Gliederpfeiler steht.
Der Kantonierte Pfeiler wird im Laufe der Zeit überwiegend durch den Bündelpfeiler abgelöst.